# Cottingham, Northamptonshire
Cottingham är en ort och en civil parish i Storbritannien.   Den ligger i grevskapet Northamptonshire och riksdelen England, i den sydöstra delen av landet, 120 km norr om huvudstaden London. Cottingham ligger 100 meter över havet och antalet invånare är 912.
Terrängen runt Cottingham är platt. Runt Cottingham är det tätbefolkat, med 356 invånare per kvadratkilometer. Närmaste större samhälle är Corby, 4,5 km öster om Cottingham. Trakten runt Cottingham består till största delen av jordbruksmark.